# Homeless dumping
L'Homeless dumping o patient dumping è la pratica degli ospedali o del pronto soccorso americani di congedare pazienti senzatetto sulle strade anziché ospitarli o collocarli in un centro per senzatetto, specie quando essi necessitino di cure costose che non sarebbero rimborsate dal Medicaid o dal Medicare. Molti senzatetto soffrono di disturbi mentali ma non riescono a trovare un posto in un istituto psichiatrico. Tale rifiuto di cure si conclude spesso con la morte del paziente, tanto che nel 1996 è stata varata una legge anti-patient dumping nota come Emergency Medical Treatment and Active Labor Act.